# Statistiche dei piloti di Formula 1 - Terza sezione
Questa pagina descrive le statistiche dei Piloti di Formula 1. In grassetto i piloti in attività nella categoria, su sfondo dorato i piloti campioni del mondo.
Legenda
| Grassetto | Pilota in attività              |
| Oro       | Campione del mondo di Formula 1 |

Statistiche aggiornate al Gran Premio d'Ungheria 2025.

## Leader di gara

### Giri percorsi in testa
| Pos. | Pilota             | Giri in testa |
| ---- | ------------------ | ------------- |
| 1    | Lewis Hamilton     | 5 488         |
| 2    | Michael Schumacher | 5 111         |
| 3    | Max Verstappen     | 3 606         |
| 4    | Sebastian Vettel   | 3 501         |
| 5    | Ayrton Senna       | 2 931         |
| 6    | Alain Prost        | 2 683         |
| 7    | Nigel Mansell      | 2 091         |
| 8    | Jim Clark          | 1 943         |
| 9    | Jackie Stewart     | 1 919         |
| 10   | Fernando Alonso    | 1 773         |
| 11   | Nelson Piquet      | 1 600         |
| 12   | Niki Lauda         | 1 593         |
| 13   | Nico Rosberg       | 1 533         |
| 14   | Mika Häkkinen      | 1 488         |
| 15   | Damon Hill         | 1 358         |

### Chilometri percorsi in testa
| Pos. | Pilota             | Chilometri |
| ---- | ------------------ | ---------- |
| 1    | Lewis Hamilton     | 27 975     |
| 2    | Michael Schumacher | 24 148     |
| 3    | Sebastian Vettel   | 18 164     |
| 4    | Max Verstappen     | 17 638     |
| 5    | Ayrton Senna       | 13 430     |
| 6    | Alain Prost        | 12 477     |
| 7    | Jim Clark          | 10 125     |
| 8    | Nigel Mansell      | 9 651      |
| 9    | Juan Manuel Fangio | 9 316      |
| 10   | Jackie Stewart     | 9 183      |
| 11   | Fernando Alonso    | 8 676      |
| 12   | Nelson Piquet      | 7 610      |
| 13   | Nico Rosberg       | 7 587      |
| 14   | Mika Häkkinen      | 7 189      |
| 15   | Niki Lauda         | 7 071      |

### Gran Premi con almeno un giro in testa
| Pos. | Pilota             | GP in testa |
| ---- | ------------------ | ----------- |
| 1    | Lewis Hamilton     | 192         |
| 2    | Michael Schumacher | 142         |
| 3    | Sebastian Vettel   | 107         |
| 4    | Max Verstappen     | 101         |
| 5    | Fernando Alonso    | 87          |
| 6    | Ayrton Senna       | 86          |
| 7    | Alain Prost        | 84          |
| 8    | Kimi Räikkönen     | 83          |
| 9    | David Coulthard    | 62          |
| 10   | Nelson Piquet      | 58          |
| 11   | Nigel Mansell      | 55          |
| =    | Nico Rosberg       | 55          |
| 13   | Jackie Stewart     | 51          |
| =    | Rubens Barrichello | 51          |
| 15   | Mika Häkkinen      | 48          |

### Gran Premi consecutivi con almeno un giro in testa
| Pos. | Pilota             | GP in testa | Gare                                |
| ---- | ------------------ | ----------- | ----------------------------------- |
| 1    | Lewis Hamilton     | 18          | Ungheria 2014 - Gran Bretagna 2015  |
| 2    | Jackie Stewart     | 17          | Stati Uniti 1968 - Belgio 1970      |
| 3    | Michael Schumacher | 15          | Australia 2004 - Italia 2004        |
| 4    | Lewis Hamilton     | 14          | Stiria 2020 - Bahrein 2020          |
| =    | Max Verstappen     | 14          | Giappone 2023 - Emilia Romagna 2024 |
| 6    | Sebastian Vettel   | 13          | Giappone 2010 - Gran Bretagna 2011  |
| =    | Sebastian Vettel   | 13          | Canada 2013 - Brasile 2013          |

### Gran Premi con almeno un giro in testa in una stagione
| Pos. | Pilota             | Stagione | Gare in testa | Gran Premi |
| ---- | ------------------ | -------- | ------------- | ---------- |
| 1    | Max Verstappen     | 2023     | 20            | 22         |
| 2    | Lewis Hamilton     | 2019     | 19            | 21         |
| 3    | Sebastian Vettel   | 2013     | 18            | 19         |
| 4    | Sebastian Vettel   | 2011     | 17            | 19         |
| =    | Lewis Hamilton     | 2015     | 17            | 19         |
| =    | Max Verstappen     | 2022     | 17            | 22         |
| 7    | Michael Schumacher | 2004     | 16            | 18         |
| =    | Max Verstappen     | 2021     | 16            | 22         |
| =    | Max Verstappen     | 2024     | 16            | 24         |

### Percentuale di gran premi con almeno un giro in testa in una stagione
| Pos. | Pilota             | Stagione | Gare in testa | Gran Premi | Percentuale |
| ---- | ------------------ | -------- | ------------- | ---------- | ----------- |
| 1    | Jackie Stewart     | 1969     | 11            | 11         | 100,0%      |
| 2    | Sebastian Vettel   | 2013     | 18            | 19         | 94,7%       |
| 3    | Alain Prost        | 1993     | 15            | 16         | 93,8%       |
| 4    | Max Verstappen     | 2023     | 20            | 22         | 90,9%       |
| 5    | Lewis Hamilton     | 2019     | 19            | 21         | 90,5%       |
| 6    | Jim Clark          | 1963     | 9             | 10         | 90,0%       |
| 7    | Sebastian Vettel   | 2011     | 17            | 19         | 89,5%       |
| =    | Lewis Hamilton     | 2015     | 17            | 19         | 89,5%       |
| 9    | Graham Hill        | 1962     | 8             | 9          | 88,9%       |
| =    | Michael Schumacher | 2004     | 16            | 18         | 88,9%       |

### Stagioni consecutive con almeno un giro in testa
| Pos. | Pilota             | Stagioni | Prima | Ultima |
| ---- | ------------------ | -------- | ----- | ------ |
| 1    | Lewis Hamilton     | 19       | 2007  | 2025   |
| 2    | Michael Schumacher | 15       | 1992  | 2006   |
| 3    | Sebastian Vettel   | 13       | 2007  | 2019   |
| 4    | Fernando Alonso    | 12       | 2003  | 2014   |
| 5    | Alain Prost        | 11       | 1981  | 1991   |
| 6    | Ayrton Senna       | 10       | 1985  | 1994   |
| =    | David Coulthard    | 10       | 1994  | 2003   |
| =    | Felipe Massa       | 10       | 2006  | 2015   |
| =    | Max Verstappen     | 10       | 2016  | 2025   |

### Pilota più giovane a condurre un Gran Premio
| Pos. | Pilota                | Età                 | Gara                            |
| ---- | --------------------- | ------------------- | ------------------------------- |
| 1    | Andrea Kimi Antonelli | 18 anni, 224 giorni | Gran Premio del Giappone 2025   |
| 2    | Max Verstappen        | 18 anni, 228 giorni | Gran Premio di Spagna 2016      |
| 3    | Sebastian Vettel      | 20 anni, 89 giorni  | Gran Premio del Giappone 2007   |
| 4    | Charles Leclerc       | 21 anni, 166 giorni | Gran Premio del Bahrein 2019    |
| 5    | Sébastien Buemi       | 21 anni, 225 giorni | Gran Premio del Canada 2010     |
| 6    | Fernando Alonso       | 21 anni, 237 giorni | Gran Premio della Malesia 2003  |
| 7    | Robert Kubica         | 21 anni, 277 giorni | Gran Premio d'Italia 2006       |
| 8    | Esteban Gutiérrez     | 21 anni, 280 giorni | Gran Premio di Spagna 2013      |
| 9    | Jimmy Davies          | 21 anni, 285 giorni | 500 Miglia di Indianapolis 1951 |
| 10   | Lando Norris          | 21 anni, 303 giorni | Gran Premio d'Italia 2021       |

### Pilota più anziano a condurre un Gran Premio
| Pos. | Pilota             | Età                 | Gara                              |
| ---- | ------------------ | ------------------- | --------------------------------- |
| 1    | Luigi Fagioli      | 52 anni, 9 giorni   | Gran Premio del Belgio 1950       |
| 2    | Felice Bonetto     | 48 anni, 35 giorni  | Gran Premio di Gran Bretagna 1951 |
| 3    | Nino Farina        | 47 anni, 232 giorni | Gran Premio del Belgio 1954       |
| 4    | Juan Manuel Fangio | 46 anni, 206 giorni | Gran Premio d'Argentina 1958      |
| 5    | Piero Taruffi      | 45 anni, 216 giorni | Gran Premio di Svizzera 1952      |
| 6    | Jack Brabham       | 44 anni, 107 giorni | Gran Premio di Gran Bretagna 1970 |
| 7    | Mauri Rose         | 44 anni, 4 giorni   | 500 Miglia di Indianapolis 1950   |
| 8    | Karl Kling         | 43 anni, 354 giorni | Gran Premio d'Italia 1954         |
| 9    | Raymond Sommer     | 43 anni, 288 giorni | Gran Premio del Belgio 1950       |
| 10   | Paul Russo         | 43 anni, 50 giorni  | 500 Miglia di Indianapolis 1957   |

### Gran Premi disputati prima di percorrere un giro in testa
| Pos. | Pilota           | N° Gara | Gran Premio                                  |
| ---- | ---------------- | ------- | -------------------------------------------- |
| 1    | Carlos Sainz Jr. | 109     | Gran Premio d'Italia 2020                    |
| 2    | Nick Heidfeld    | 91      | Gran Premio d'Europa 2005                    |
| =    | Adrian Sutil     | 91      | Gran Premio d'Australia 2013                 |
| 4    | Esteban Ocon     | 78      | Gran Premio d'Ungheria 2021                  |
| 5    | Lance Stroll     | 75      | Gran Premio di Turchia 2020                  |
| 6    | Mika Salo        | 72      | Gran Premio di Germania 1999                 |
| 7    | Thierry Boutsen  | 71      | Gran Premio del Messico 1987                 |
| =    | Johnny Herbert   | 71      | Gran Premio di Gran Bretagna 1995            |
| 9    | Jenson Button    | 65      | Gran Premio degli Stati Uniti d'America 2003 |
| 10   | Yuki Tsunoda     | 63      | Gran Premio di Abu Dhabi 2023                |

### Giri in testa senza vittoria
| Pos. | Pilota             | Giri in testa |
| ---- | ------------------ | ------------- |
| 1    | Chris Amon         | 183           |
| 2    | Jean Behra         | 107           |
| 3    | Jean-Pierre Jarier | 79            |
| 4    | Jack McGrath       | 70            |
| 5    | Johnny Thomson     | 55            |
| 6    | Pat O'Connor       | 46            |
| =    | Ivan Capelli       | 46            |
| 8    | Nico Hülkenberg    | 43            |
| 9    | Romain Grosjean    | 40            |
| 10   | Carlos Menditeguy  | 39            |

## Punti mondiali

### Totali
N.B. nel corso delle stagioni il sistema di punteggio è stato spesso modificato.

N.B. le statistiche relative a questa categoria includono anche i punti ottenuti nelle Sprint.
| Pos. | Pilota             | Punti totali |
| ---- | ------------------ | ------------ |
| 1    | Lewis Hamilton     | 4 971,5      |
| 2    | Max Verstappen     | 3 210,5      |
| 3    | Sebastian Vettel   | 3 098        |
| 4    | Fernando Alonso    | 2 363        |
| 5    | Kimi Räikkönen     | 1 873        |
| 6    | Valtteri Bottas    | 1 797        |
| 7    | Sergio Pérez       | 1 638        |
| 8    | Nico Rosberg       | 1 594,5      |
| 9    | Charles Leclerc    | 1 581        |
| 10   | Michael Schumacher | 1 566        |
| 11   | Daniel Ricciardo   | 1 329        |
| 12   | Carlos Sainz Jr.   | 1 288,5      |
| 13   | Lando Norris       | 1 282        |
| 14   | Jenson Button      | 1 235        |
| 15   | Felipe Massa       | 1 167        |
| 16   | Mark Webber        | 1 047,5      |
| 17   | George Russell     | 886          |
| 18   | Alain Prost        | 798,5        |
| 19   | Oscar Piastri      | 673          |
| 20   | Rubens Barrichello | 658          |
| 21   | Ayrton Senna       | 614          |
| 22   | Nico Hülkenberg    | 608          |
| 23   | David Coulthard    | 535          |
| 24   | Nelson Piquet      | 485,5        |
| 25   | Nigel Mansell      | 482          |
| 26   | Esteban Ocon       | 472          |
| 27   | Pierre Gasly       | 456          |
| 28   | Niki Lauda         | 420,5        |
| 29   | Mika Häkkinen      | 420          |
| 30   | Romain Grosjean    | 391          |
| 31   | Gerhard Berger     | 385          |
| 32   | Jackie Stewart     | 360          |
| =    | Damon Hill         | 360          |
| 34   | Ralf Schumacher    | 329          |
| 35   | Lance Stroll       | 318          |
| 36   | Carlos Reutemann   | 310          |

| Pos. | Pilota                | Punti totali |
| ---- | --------------------- | ------------ |
| 37   | Juan Pablo Montoya    | 307          |
| 38   | Alexander Albon       | 294          |
| 39   | Graham Hill           | 289          |
| 40   | Emerson Fittipaldi    | 281          |
| =    | Riccardo Patrese      | 281          |
| 42   | Juan Manuel Fangio    | 277,64       |
| 43   | Giancarlo Fisichella  | 275          |
| 44   | Jim Clark             | 274          |
| =    | Robert Kubica         | 274          |
| 46   | Jack Brabham          | 261          |
| 47   | Nick Heidfeld         | 259          |
| 48   | Jody Scheckter        | 255          |
| 49   | Denny Hulme           | 248          |
| 50   | Jarno Trulli          | 246,5        |
| 51   | Jean Alesi            | 241          |
| 52   | Jacques Villeneuve    | 235          |
| 53   | Jacques Laffite       | 228          |
| 54   | Clay Regazzoni        | 212          |
| 55   | Ronnie Peterson       | 206          |
| =    | Alan Jones            | 206          |
| 57   | Daniil Kvjat          | 202          |
| =    | Kevin Magnussen       | 202          |
| 59   | Bruce McLaren         | 196,5        |
| 60   | Eddie Irvine          | 191          |
| 61   | Stirling Moss         | 186,64       |
| 62   | Michele Alboreto      | 186,5        |
| 63   | Jacky Ickx            | 181          |
| =    | René Arnoux           | 181          |
| 65   | John Surtees          | 180          |
| =    | Mario Andretti        | 180          |
| 67   | James Hunt            | 179          |
| 68   | Heinz-Harald Frentzen | 174          |
| 69   | John Watson           | 169          |
| 70   | Keke Rosberg          | 159,5        |
| 71   | Patrick Depailler     | 141          |
| 72   | Alberto Ascari        | 140,14       |

### Media punti per Gran premio
(N.B. piloti con almeno 15 GP disputati)
| Pos. | Pilota           | Punti   | Gran Premi | Media punti/gp |
| ---- | ---------------- | ------- | ---------- | -------------- |
| 1    | Max Verstappen   | 3 210,5 | 223        | 14,40          |
| 2    | Lewis Hamilton   | 4 971,5 | 370        | 13,44          |
| 3    | Oscar Piastri    | 673     | 60         | 11,22          |
| 4    | Sebastian Vettel | 3 098   | 299        | 10,36          |
| 5    | Charles Leclerc  | 1 581   | 161        | 9,82           |
| 6    | Lando Norris     | 1 282   | 141        | 9,03           |
| 7    | Nico Rosberg     | 1 594,5 | 206        | 7,74           |
| 8    | Valtteri Bottas  | 1 797   | 246        | 7,30           |
| 9    | George Russell   | 886     | 142        | 6,24           |
| 10   | Carlos Sainz Jr. | 1 288,5 | 219        | 5,88           |

### Pilota più giovane a punti
| Pos. | Pilota                | Età                 | Gara                                         |
| ---- | --------------------- | ------------------- | -------------------------------------------- |
| 1    | Max Verstappen        | 17 anni, 180 giorni | Gran Premio della Malesia 2015               |
| 2    | Andrea Kimi Antonelli | 18 anni, 203 giorni | Gran Premio d'Australia 2025                 |
| 3    | Lance Stroll          | 18 anni, 225 giorni | Gran Premio del Canada 2017                  |
| 4    | Oliver Bearman        | 18 anni, 306 giorni | Gran Premio d'Arabia Saudita 2024            |
| 5    | Lando Norris          | 19 anni, 138 giorni | Gran Premio del Bahrein 2019                 |
| 6    | Daniil Kvjat          | 19 anni, 324 giorni | Gran Premio d'Australia 2014                 |
| 7    | Sebastian Vettel      | 19 anni, 349 giorni | Gran Premio degli Stati Uniti d'America 2007 |
| 8    | Jaime Alguersuari     | 20 anni, 12 giorni  | Gran Premio della Malesia 2010               |
| 9    | Jenson Button         | 20 anni, 67 giorni  | Gran Premio del Brasile 2000                 |
| 10   | Ricardo Rodríguez     | 20 anni, 124 giorni | Gran Premio del Belgio 1962                  |

### Pilota più anziano a punti
| Pos. | Pilota             | Età                 | Gara                         |
| ---- | ------------------ | ------------------- | ---------------------------- |
| 1    | Philippe Étancelin | 53 anni, 249 giorni | Gran Premio d'Italia 1950    |
| 2    | Luigi Fagioli      | 53 anni, 22 giorni  | Gran Premio di Francia 1951  |
| 3    | Louis Chiron       | 50 anni, 291 giorni | Gran Premio di Monaco 1950   |
| 4    | Louis Rosier       | 50 anni, 273 giorni | Gran Premio di Germania 1956 |
| 5    | Felice Bonetto     | 50 anni, 75 giorni  | Gran Premio di Svizzera 1953 |
| 6    | Piero Taruffi      | 48 anni, 334 giorni | Gran Premio d'Italia 1955    |
| 7    | Nino Farina        | 48 anni, 218 giorni | Gran Premio del Belgio 1955  |
| 8    | Chico Landi        | 47 anni, 192 giorni | Gran Premio d'Argentina 1956 |
| 9    | Luigi Villoresi    | 47 anni, 18 giorni  | Gran Premio del Belgio 1956  |
| 10   | Juan Manuel Fangio | 47 anni, 12 giorni  | Gran Premio di Francia 1958  |

### Gran Premi a punti
| Pos. | Pilota             | Gare a punti |
| ---- | ------------------ | ------------ |
| 1    | Lewis Hamilton     | 326          |
| 2    | Fernando Alonso    | 269          |
| 3    | Michael Schumacher | 221          |
| 4    | Kimi Räikkönen     | 219          |
| =    | Sebastian Vettel   | 219          |
| 6    | Sergio Pérez       | 188          |
| 7    | Max Verstappen     | 187          |
| 8    | Felipe Massa       | 165          |
| 9    | Jenson Button      | 162          |
| 10   | Carlos Sainz Jr.   | 151          |
| 11   | Valtteri Bottas    | 145          |
| 12   | Rubens Barrichello | 140          |
| 13   | Daniel Ricciardo   | 137          |
| 14   | Nico Rosberg       | 133          |
| 15   | Alain Prost        | 128          |
| =    | Charles Leclerc    | 128          |
| 17   | David Coulthard    | 121          |
| 18   | Nico Hülkenberg    | 116          |
| 19   | Lando Norris       | 115          |
| 20   | Mark Webber        | 112          |

### Percentuale di gare terminate a punti
(N.B. piloti con almeno 15 GP disputati)
| Pos. | Pilota                | Gare a punti | Gran Premi | Percentuale |
| ---- | --------------------- | ------------ | ---------- | ----------- |
| 1    | Lewis Hamilton        | 326          | 370        | 88,1%       |
| 2    | Juan Manuel Fangio    | 43           | 51         | 84,3%       |
| 3    | Max Verstappen        | 187          | 223        | 83,9%       |
| 4    | Oscar Piastri         | 50           | 60         | 83,3%       |
| 5    | Lando Norris          | 115          | 142        | 81,0%       |
| 6    | Charles Leclerc       | 128          | 161        | 79,5%       |
| 7    | Giuseppe Farina       | 25           | 33         | 75,7%       |
| 8    | Sebastian Vettel      | 219          | 299        | 73,2%       |
| 9    | José Froilán González | 19           | 26         | 73,1%       |
| 10   | Michael Schumacher    | 221          | 306        | 72,2%       |

### Gran Premi consecutivamente a punti
| Pos. | Pilota         | Gran Premi | Gare consecutive                          |
| ---- | -------------- | ---------- | ----------------------------------------- |
| 1    | Lewis Hamilton | 48         | Gran Bretagna 2018 - Bahrein 2020         |
| 2    | Max Verstappen | 43         | Emilia Romagna 2022 - Arabia Saudita 2024 |
| 3    | Oscar Piastri  | 40         | Las Vegas 2023 - Ungheria 2025            |
| 4    | Lando Norris   | 34         | Abu Dhabi 2023 - Spagna 2025              |
| =    | Lewis Hamilton | 34         | Giappone 2024 - Belgio 2025               |
| 6    | Lewis Hamilton | 33         | Giappone 2016 - Francia 2018              |
| 7    | Max Verstappen | 31         | Giappone 2024 - Canada 2025               |
| 8    | Kimi Räikkönen | 27         | Bahrein 2012 - Ungheria 2013              |

### Punti in una stagione
| Pos. | Pilota           | Punti ottenuti | Stagione | CMP |
| ---- | ---------------- | -------------- | -------- | --- |
| 1    | Max Verstappen   | 575            | 2023     | 1º  |
| 2    | Max Verstappen   | 454            | 2022     | 1º  |
| 3    | Max Verstappen   | 437            | 2024     | 1º  |
| 4    | Lewis Hamilton   | 413            | 2019     | 1º  |
| 5    | Lewis Hamilton   | 408            | 2018     | 1º  |
| 6    | Sebastian Vettel | 397            | 2013     | 1º  |
| 7    | Max Verstappen   | 395,5          | 2021     | 1º  |
| 8    | Sebastian Vettel | 392            | 2011     | 1º  |
| 9    | Lewis Hamilton   | 387,5          | 2021     | 2º  |
| 10   | Nico Rosberg     | 385            | 2016     | 1º  |

### Stagioni consecutive con almeno un punto
| Pos. | Pilota             | Stagioni | Prima | Ultima |
| ---- | ------------------ | -------- | ----- | ------ |
| 1    | Lewis Hamilton     | 19       | 2007  | 2025   |
| 2    | Jenson Button      | 17       | 2000  | 2016   |
| 3    | Michael Schumacher | 16       | 1991  | 2006   |
| =    | Fernando Alonso    | 16       | 2003  | 2018   |
| =    | Sebastian Vettel   | 16       | 2007  | 2022   |
| 6    | David Coulthard    | 15       | 1994  | 2008   |
| 7    | Rubens Barrichello | 14       | 1993  | 2006   |
| =    | Felipe Massa       | 14       | 2004  | 2017   |
| =    | Sergio Pérez       | 14       | 2011  | 2024   |

### Percentuale di punti assegnati rispetto ai possibili in una stagione
| Pos. | Pilota             | Percentuale | Stagione | CMP | Punti assegnati | Punti possibili |
| ---- | ------------------ | ----------- | -------- | --- | --------------- | --------------- |
| 1    | Alberto Ascari     | 100,0%      | 1952     | 1°  | 36              | 36              |
| =    | Jim Clark          | 100,0%      | 1963     | 1°  | 54              | 54              |
| =    | Jim Clark          | 100,0%      | 1965     | 1°  | 54              | 54              |
| 4    | Alberto Ascari     | 95,8%       | 1953     | 1°  | 34,5            | 36              |
| 5    | Juan Manuel Fangio | 93,3%       | 1954     | 1°  | 42              | 45              |
| =    | Graham Hill        | 93,3%       | 1962     | 1°  | 42              | 45              |
| =    | Jack Brabham       | 93,3%       | 1966     | 1°  | 42              | 45              |
| 8    | Max Verstappen     | 92,7%       | 2023     | 1°  | 575             | 620             |
| 9    | Ayrton Senna       | 90,9%       | 1988     | 1°  | 90              | 99              |
| 10   | Jack Brabham       | 89,6%       | 1960     | 1°  | 43              | 48              |

### Percentuale di punti sui totali in una stagione
Questa tabella, al contrario di quella precedente, include anche i risultati peggiori non validi per il mondiale secondo il sistema in vigore fino al 1990.

| Pos. | Pilota             | Percentuale | Stagione | CMP | Punti ottenuti | Punti totali |
| ---- | ------------------ | ----------- | -------- | --- | -------------- | ------------ |
| 1    | Max Verstappen     | 92,7%       | 2023     | 1º  | 575            | 620          |
| 2    | Michael Schumacher | 84,7%       | 2002     | 1°  | 144            | 170          |
| 3    | Sebastian Vettel   | 83,6%       | 2013     | 1°  | 397            | 475          |
| 4    | Sebastian Vettel   | 82,5%       | 2011     | 1°  | 392            | 475          |
| 5    | Michael Schumacher | 82,2%       | 2004     | 1°  | 148            | 180          |
| 6    | Jim Clark          | 81,1%       | 1963     | 1°  | 73             | 90           |
| 7    | Lewis Hamilton     | 80,2%       | 2015     | 1°  | 381            | 475          |
| 8    | Lewis Hamilton     | 78,5%       | 2020     | 1º  | 347            | 442          |
| 9    | Lewis Hamilton     | 77,7%       | 2018     | 1º  | 408            | 525          |
| 10   | Lewis Hamilton     | 76,8%       | 2014     | 1º  | 384            | 500          |

### Gare a punti nello stesso Gran Premio
| Pos. | Pilota             | Gare a punti | Gran Premio   |
| ---- | ------------------ | ------------ | ------------- |
| 1    | Lewis Hamilton     | 18           | Gran Bretagna |
| 2    | Michael Schumacher | 17           | Spagna        |
| =    | Lewis Hamilton     | 17           | Ungheria      |
| =    | Lewis Hamilton     | 17           | Bahrein       |
| =    | Lewis Hamilton     | 17           | Monaco        |
| =    | Fernando Alonso    | 17           | Ungheria      |
| 7    | Michael Schumacher | 16           | Brasile       |
| 8    | Kimi Räikkönen     | 15           | Gran Bretagna |
| =    | Fernando Alonso    | 15           | Australia     |
| =    | Lewis Hamilton     | 15           | Italia        |
| =    | Lewis Hamilton     | 15           | Giappone      |
| =    | Lewis Hamilton     | 15           | Spagna        |
| =    | Fernando Alonso    | 15           | Spagna        |
| =    | Fernando Alonso    | 15           | Gran Bretagna |

### Numero di punti ottenuti senza vincere il mondiale
| Pos. | Pilota           | Punti   | Miglior posizione CMP |
| ---- | ---------------- | ------- | --------------------- |
| 1    | Valtteri Bottas  | 1 797   | 2º (2019, 2020)       |
| 2    | Sergio Pérez     | 1 638   | 2º (2023)             |
| 3    | Charles Leclerc  | 1 581   | 2º (2022)             |
| 4    | Daniel Ricciardo | 1 329   | 3º (2014, 2016)       |
| 5    | Carlos Sainz Jr. | 1 288,5 | 5º (2021, 2022, 2024) |
| 6    | Lando Norris     | 1 282   | 2º (2024)             |
| 7    | Felipe Massa     | 1 167   | 2º (2008)             |
| 8    | Mark Webber      | 1 047,5 | 3º (2010, 2011, 2013) |
| 9    | George Russell   | 886     | 4º (2022)             |
| 10   | Oscar Piastri    | 673     | 4º (2024)             |

### Numero di punti senza vittorie
| Pos. | Pilota          | Punti | Miglior posizione in gara |
| ---- | --------------- | ----- | ------------------------- |
| 1    | Nico Hülkenberg | 608   | 3º (1 volta)              |
| 2    | Romain Grosjean | 391   | 2º (2 volte)              |
| 3    | Lance Stroll    | 318   | 3º (3 volte)              |
| 4    | Alexander Albon | 294   | 3º (2 volte)              |
| 5    | Nick Heidfeld   | 259   | 2º (8 volte)              |
| 6    | Daniil Kvjat    | 202   | 2º (1 volta)              |
| =    | Kevin Magnussen | 202   | 2º (1 volta)              |
| 8    | Kamui Kobayashi | 125   | 3º (1 volta)              |
| 9    | Adrian Sutil    | 124   | 4º (1 volta)              |
| 10   | Paul di Resta   | 121   | 4º (2 volte)              |

### Gran premi disputati prima di andare a punti
| Pos. | Pilota             | N° Gara | Gran Premio                       |
| ---- | ------------------ | ------- | --------------------------------- |
| 1    | Nicola Larini      | 44      | Gran Premio di San Marino 1994    |
| 2    | Jonathan Palmer    | 42      | Gran Premio di Monaco 1987        |
| 3    | George Russell     | 37      | Gran Premio di Sakhir 2020        |
| 4    | Alessandro Nannini | 32      | Gran Premio di San Marino 1988    |
| =    | Philippe Alliot    | 32      | Gran Premio del Messico 1986      |
| 6    | Alex Caffi         | 31      | Gran Premio di Monaco 1989        |
| =    | Ukyo Katayama      | 31      | Gran Premio del Brasile 1994      |
| =    | Mick Schumacher    | 31      | Gran Premio di Gran Bretagna 2022 |
| 9    | Nicholas Latifi    | 28      | Gran Premio d'Ungheria 2021       |
| 10   | Harry Schell       | 26      | Gran Premio del Belgio 1956       |

### Campioni del Mondo con meno punti in carriera
| Pos. | Pilota         | Punti  | Stagione(i) del Titolo Mondiale |
| ---- | -------------- | ------ | ------------------------------- |
| 1    | Phil Hill      | 98     | 1961                            |
| 2    | Jochen Rindt   | 109    | 1970                            |
| 3    | Nino Farina    | 127,33 | 1950                            |
| 4    | Mike Hawthorn  | 127,64 | 1958                            |
| 5    | Alberto Ascari | 140,14 | 1952, 1953                      |
| 6    | Keke Rosberg   | 159,5  | 1982                            |
| 7    | James Hunt     | 179    | 1976                            |
| 8    | John Surtees   | 180    | 1964                            |
| =    | Mario Andretti | 180    | 1978                            |
| 10   | Alan Jones     | 206    | 1980                            |

## Record multipli

### Vittoria partendo dalla pole position
| Pos. | Pilota             | Vittoria + Pole position |
| ---- | ------------------ | ------------------------ |
| 1    | Lewis Hamilton     | 61                       |
| 2    | Michael Schumacher | 40                       |
| 3    | Max Verstappen     | 33                       |
| 4    | Sebastian Vettel   | 31                       |
| 5    | Ayrton Senna       | 29                       |
| 6    | Alain Prost        | 18                       |

### Vittoria e giro più veloce
| Pos. | Pilota             | Vittoria + Giro veloce |
| ---- | ------------------ | ---------------------- |
| 1    | Michael Schumacher | 48                     |
| 2    | Lewis Hamilton     | 32                     |
| 3    | Alain Prost        | 21                     |
| =    | Max Verstappen     | 21                     |
| 5    | Jim Clark          | 18                     |
| 6    | Sebastian Vettel   | 13                     |

### Gran premi completamente percorsi in testa
| Pos. | Pilota             | Gare |
| ---- | ------------------ | ---- |
| 1    | Lewis Hamilton     | 23   |
| 2    | Ayrton Senna       | 19   |
| 3    | Sebastian Vettel   | 15   |
| =    | Max Verstappen     | 15   |
| 5    | Jim Clark          | 13   |
| 6    | Jackie Stewart     | 11   |
| =    | Michael Schumacher | 11   |
| 8    | Nigel Mansell      | 9    |

### Hat Trick
Per Hat Trick si intende la pole position, il giro veloce e la vittoria nello stesso Gran Premio.
| Pos. | Pilota             | Hat Trick |
| ---- | ------------------ | --------- |
| 1    | Michael Schumacher | 22        |
| 2    | Lewis Hamilton     | 19        |
| 3    | Max Verstappen     | 13        |
| 4    | Jim Clark          | 11        |
| 5    | Juan Manuel Fangio | 9         |
| 6    | Alain Prost        | 8         |
| =    | Sebastian Vettel   | 8         |
| 8    | Alberto Ascari     | 7         |
| =    | Ayrton Senna       | 7         |

### Hat Trick in una stagione
| Pos. | Pilota             | Hat Trick | Stagione |
| ---- | ------------------ | --------- | -------- |
| 1    | Max Verstappen     | 6         | 2023     |
| 2    | Alberto Ascari     | 5         | 1952     |
| =    | Michael Schumacher | 5         | 2004     |
| 4    | Nigel Mansell      | 4         | 1992     |
| =    | Michael Schumacher | 4         | 1994     |
| =    | Mika Häkkinen      | 4         | 1998     |
| =    | Michael Schumacher | 4         | 2002     |
| =    | Lewis Hamilton     | 4         | 2015     |
| =    | Lewis Hamilton     | 4         | 2017     |

### Hat Trick consecutivi
| Pos. | Pilota             | Hat Trick | Gare                              |
| ---- | ------------------ | --------- | --------------------------------- |
| 1    | Alberto Ascari     | 4         | Germania 1952 - Argentina 1953    |
| 2    | Alberto Ascari     | 2         | Belgio 1952 - Francia 1952        |
| =    | Jack Brabham       | 2         | Belgio 1960 - Francia 1960        |
| =    | Jim Clark          | 2         | Olanda 1963 - Francia 1963        |
| =    | Jim Clark          | 2         | Messico 1967 - Sudafrica 1968     |
| =    | Jacques Laffite    | 2         | Argentina 1979 - Brasile 1979     |
| =    | Nigel Mansell      | 2         | Francia 1992 - Gran Bretagna 1992 |
| =    | Mika Häkkinen      | 2         | Australia 1998 - Brasile 1998     |
| =    | Mika Häkkinen      | 2         | Spagna 1998 - Monaco 1998         |
| =    | Michael Schumacher | 2         | Stati Uniti 2006 - Francia 2006   |
| =    | Felipe Massa       | 2         | Bahrein 2007 - Spagna 2007        |
| =    | Fernando Alonso    | 2         | Italia 2010 - Singapore 2010      |
| =    | Sebastian Vettel   | 2         | Singapore 2013 - Corea 2013       |
| =    | Max Verstappen     | 2         | Austria 2023 - Gran Bretagna 2023 |
| =    | Max Verstappen     | 2         | Giappone 2023 - Qatar 2023        |
| =    | Max Verstappen     | 2         | Abu Dhabi 2023 - Bahrein 2024     |

### Grand Chelem
Per Grand Chelem si intende la vittoria, la pole position, il giro più veloce e gara in testa dal primo all'ultimo giro.
È detto anche Slam.
| Pos. | Pilota             | Slam | Gare |
| ---- | ------------------ | ---- | --- |
| 1    | Jim Clark          | 8    | Gran Premio di Gran Bretagna 1962, Gran Premio d'Olanda 1963, Gran Premio di Francia 1963, Gran Premio del Messico 1963, Gran Premio di Gran Bretagna 1964, Gran Premio del Sudafrica 1965, Gran Premio di Francia 1965, Gran Premio di Germania 1965 |
| 2    | Lewis Hamilton     | 6    | Gran Premio della Malesia 2014, Gran Premio d'Italia 2015, Gran Premio di Cina 2017, Gran Premio del Canada 2017, Gran Premio di Gran Bretagna 2017, Gran Premio di Abu Dhabi 2019                                                                    |
| 3    | Alberto Ascari     | 5    | Gran Premio di Francia 1952, Gran Premio di Germania 1952, Gran Premio d'Olanda 1952, Gran Premio d'Argentina 1953, Gran Premio di Gran Bretagna 1953                                                                                                 |
| =    | Michael Schumacher | 5    | Gran Premio di Monaco 1994, Gran Premio del Canada 1994, Gran Premio di Spagna 2002, Gran Premio d'Australia 2004, Gran Premio d'Ungheria 2004 |
| =    | Max Verstappen     | 5    | Gran Premio d'Austria 2021, Gran Premio dell'Emilia-Romagna 2022, Gran Premio di Spagna 2023, Gran Premio del Qatar 2023, Gran Premio del Bahrein 2024                                                                                                |
| 6    | Jackie Stewart     | 4    | Gran Premio di Francia 1969, Gran Premio di Monaco 1971, Gran Premio di Francia 1971, Gran Premio degli Stati Uniti d'America 1972 |
| =    | Ayrton Senna       | 4    | Gran Premio del Portogallo 1985, Gran Premio di Spagna 1989, Gran Premio di Monaco 1990, Gran Premio d'Italia 1990 |
| =    | Nigel Mansell      | 4    | Gran Premio di Gran Bretagna 1991, Gran Premio del Sudafrica 1992, Gran Premio di Spagna 1992, Gran Premio di Gran Bretagna 1992 |
| =    | Sebastian Vettel   | 4    | Gran Premio d'India 2011, Gran Premio del Giappone 2012, Gran Premio di Singapore 2013, Gran Premio di Corea 2013 |
| 10   | Nelson Piquet      | 3    | Gran Premio degli Stati Uniti d'America-Ovest 1980, Gran Premio d'Argentina 1981, Gran Premio del Canada 1984 |
| 11   | Juan Manuel Fangio | 2    | Gran Premio di Monaco 1950, Gran Premio di Germania 1956 |
| =    | Jack Brabham       | 2    | Gran Premio del Belgio 1960, Gran Premio di Gran Bretagna 1966 |
| =    | Mika Häkkinen      | 2    | Gran Premio del Brasile 1998, Gran Premio di Monaco 1998 |
| =    | Nico Rosberg       | 2    | Gran Premio di Russia 2016, Gran Premio d'Europa 2016 |
| 15   | Mike Hawthorn      | 1    | Gran Premio di Francia 1958 |
| =    | Stirling Moss      | 1    | Gran Premio del Portogallo 1959 |
| =    | Jo Siffert         | 1    | Gran Premio d'Austria 1971 |
| =    | Jacky Ickx         | 1    | Gran Premio di Germania 1972 |
| =    | Clay Regazzoni     | 1    | Gran Premio degli Stati Uniti d'America-Ovest 1976 |
| =    | Niki Lauda         | 1    | Gran Premio del Belgio 1976 |
| =    | Jacques Laffite    | 1    | Gran Premio del Brasile 1979 |
| =    | Gilles Villeneuve  | 1    | Gran Premio degli Stati Uniti d'America-Ovest 1979 |
| =    | Gerhard Berger     | 1    | Gran Premio d'Australia 1987 |
| =    | Damon Hill         | 1    | Gran Premio d'Ungheria 1995 |
| =    | Fernando Alonso    | 1    | Gran Premio di Singapore 2010 |
| =    | Charles Leclerc    | 1    | Gran Premio d'Australia 2022 |

### Pilota più giovane ad ottenere…
| record          | Pilota           | Età                 | Gran Premio                       |
| --------------- | ---------------- | ------------------- | --------------------------------- |
| … Pole+Vittoria | Sebastian Vettel | 21 anni, 73 giorni  | Gran Premio d'Italia 2008         |
| … Hat Trick     | Sebastian Vettel | 21 anni, 353 giorni | Gran Premio di Gran Bretagna 2009 |
| … Grand Chelem  | Max Verstappen   | 23 anni, 277 giorni | Gran Premio d'Austria 2021        |

### Pilota più anziano ad ottenere…
| record          | Pilota             | Età                | Gran Premio                  |
| --------------- | ------------------ | ------------------ | ---------------------------- |
| … Pole+Vittoria | Juan Manuel Fangio | 46 anni, 41 giorni | Gran Premio di Germania 1957 |
| … Hat Trick     | Juan Manuel Fangio | 46 anni, 41 giorni | Gran Premio di Germania 1957 |
| … Grand Chelem  | Juan Manuel Fangio | 45 anni, 42 giorni | Gran Premio di Germania 1956 |

## Record negativi

### Numero di ritiri in carriera
| Pos. | Pilota             | Ritiri |
| ---- | ------------------ | ------ |
| 1    | Andrea De Cesaris  | 148    |
| 2    | Riccardo Patrese   | 146    |
| 3    | Michele Alboreto   | 102    |
| 4    | Rubens Barrichello | 97     |
| 5    | Gerhard Berger     | 95     |
| 6    | Nigel Mansell      | 93     |
| 7    | Jarno Trulli       | 92     |
| 8    | Jacques Laffite    | 87     |
| =    | Jean Alesi         | 87     |
| 10   | Nelson Piquet      | 86     |

### Ritiri consecutivi
| Pos. | Pilota             | Ritiri consecutivi | Gare                           |
| ---- | ------------------ | ------------------ | ------------------------------ |
| 1    | Andrea De Cesaris  | 18                 | Francia 1985 - Portogallo 1986 |
| 2    | Ivan Capelli       | 14                 | Italia 1990 - Germania 1991    |
| 3    | Andrea De Cesaris  | 12                 | Monaco 1987 - Giappone 1987    |
| 4    | Jacques Villeneuve | 11                 | Australia 1999 - Ungheria 1999 |
| 5    | Alex Caffi         | 10                 | Belgio 1987 - Portogallo 1987  |

### Gare disputate senza ottenere vittorie
| Pos. | Pilota             | N° Gare | Miglior Piazzamento |
| ---- | ------------------ | ------- | ------------------- |
| 1    | Nico Hülkenberg    | 241     | 3° (1 volta)        |
| 2    | Andrea De Cesaris  | 208     | 2° (2 volte)        |
| 3    | Kevin Magnussen    | 185     | 2° (1 volta)        |
| 4    | Nick Heidfeld      | 183     | 2° (8 volte)        |
| 5    | Romain Grosjean    | 179     | 2° (2 volte)        |
| =    | Lance Stroll       | 179     | 3° (3 volte)        |
| 7    | Martin Brundle     | 158     | 2° (2 volte)        |
| 8    | Derek Warwick      | 146     | 2° (2 volte)        |
| 9    | Jean-Pierre Jarier | 134     | 3° (3 volte)        |
| 10   | Eddie Cheever      | 132     | 2° (2 volte)        |

### Gare disputate senza ottenere Pole position
| Pos. | Pilota          | N° Gare | Miglior Piazzamento |
| ---- | --------------- | ------- | ------------------- |
| 1    | Romain Grosjean | 181     | 2º (1 volta)        |
| 2    | Esteban Ocon    | 171     | 3º (2 volte)        |
| 3    | Pierre Gasly    | 168     | 2º (1 volta)        |
| 4    | Johnny Herbert  | 165     | 4º (3 volte)        |
| =    | Martin Brundle  | 165     | 3º (1 volta)        |
| 6    | Derek Warwick   | 162     | 3º (3 volte)        |
| 7    | Olivier Panis   | 158     | 3º (3 volte)        |
| 8    | Eddie Irvine    | 148     | 2º (4 volte)        |
| 9    | Eddie Cheever   | 143     | 2º (1 volta)        |
| 10   | Adrian Sutil    | 128     | 2º (1 volta)        |

### Gare disputate senza ottenere giri veloci
| Pos. | Pilota            | N° Gare |
| ---- | ----------------- | ------- |
| 1    | Lance Stroll      | 179     |
| 2    | Johnny Herbert    | 161     |
| 3    | Martin Brundle    | 158     |
| 4    | Olivier Panis     | 157     |
| 5    | Eddie Cheever     | 132     |
| 6    | Pierluigi Martini | 118     |
| =    | Alexander Albon   | 118     |
| 8    | Mika Salo         | 109     |
| =    | Philippe Alliot   | 109     |
| 10   | Elio De Angelis   | 108     |

### Gare disputate senza ottenere podi
| Pos. | Pilota            | N° Gare | Miglior Piazzamento |
| ---- | ----------------- | ------- | ------------------- |
| 1    | Adrian Sutil      | 128     | 4º (1 volta)        |
| 2    | Pierluigi Martini | 118     | 4º (2 volte)        |
| 3    | Philippe Alliot   | 109     | 5º (1 volta)        |
| 4    | Yūki Tsunoda      | 101     | 4º (1 volta)        |
| 5    | Pedro Paulo Diniz | 98      | 5º (2 volte)        |
| 6    | Marcus Ericsson   | 97      | 8º (1 volta)        |
| 7    | Ukyo Katayama     | 95      | 5º (2 volte)        |
| 8    | Jonathan Palmer   | 83      | 4º (1 volta)        |
| 9    | Marc Surer        | 81      | 4º (2 volte)        |
| 10   | Vitantonio Liuzzi | 80      | 6º (2 volte)        |

### Gare disputate senza ottenere nessuna vittoria, Pole o Giro veloce
| Pos. | Pilota            | N° Gare |
| ---- | ----------------- | ------- |
| 1    | Martin Brundle    | 158     |
| 2    | Eddie Cheever     | 132     |
| 3    | Pierluigi Martini | 118     |
| =    | Alexander Albon   | 118     |
| 5    | Mika Salo         | 111     |
| 6    | Philippe Alliot   | 109     |
| 7    | Jos Verstappen    | 107     |
| 8    | Pedro Paulo Diniz | 98      |
| 9    | Marcus Ericsson   | 97      |
| 10   | Ukyo Katayama     | 95      |

### Gare disputate senza ottenere punti
| Pos. | Pilota            | N° Gare |
| ---- | ----------------- | ------- |
| 1    | Luca Badoer       | 51      |
| 2    | Charles Pic       | 39      |
| 3    | Max Chilton       | 35      |
| 4    | Brett Lunger      | 34      |
| 5    | Toranosuke Takagi | 32      |
| 6    | Mike Beuttler     | 28      |
| =    | Enrique Bernoldi  | 28      |
| =    | Scott Speed       | 28      |
| 9    | Ricardo Rosset    | 26      |

### Gare disputate senza percorrere giri in testa
| Pos. | Pilota            | N° Gare |
| ---- | ----------------- | ------- |
| 1    | Kevin Magnussen   | 185     |
| 2    | Martin Brundle    | 158     |
| 3    | Eddie Cheever     | 132     |
| 4    | Daniil Kvjat      | 110     |
| 5    | Philippe Alliot   | 109     |
| 6    | Jos Verstappen    | 107     |
| 7    | Pedro de la Rosa  | 105     |
| 8    | Pedro Paulo Diniz | 98      |
| 9    | Marcus Ericsson   | 97      |
| 10   | Ukyo Katayama     | 95      |